# Copelatus posticatus
Copelatus posticatus är en skalbaggsart som först beskrevs av Fabricius 1801.  Copelatus posticatus ingår i släktet Copelatus och familjen dykare. Inga underarter finns listade i Catalogue of Life.